# Епархия Шарлоттауна
Епархия Шарлоттауна (лат. Dioecesis Carolinapolitana) — епархия Римско-Католической церкви с центром в городе Шарлоттаун, Канада. Епархия Шарлоттауна входит в архиепархию Галифакса. Кафедральным собором епархии является Собор Святого Дунстана.

## История
11 августа 1829 года Римский папа Пий VIII издал бреве «Inter multiplices», которым учредил епархию Шарлоттауна, выделив её из архиепархии Квебека.
30 сентября 1842 года епархия Шарлоттауна уступила часть своей территории епархии Нью-Брунсвика (сегодня — Епархия Сент-Джона).

## Ординарии епархии
- епископ Ангус Бернард Макичерн (11.08.1829 — 23.04.1835);
- епископ Бернард Дональд Макдональд (21.02.1837 — 30.12.1859);
- епископ Питер Макинтайр (8.05.1869 — 01.05.1891);
- епископ Джеймс Чарльз Макдональд (1.05.1891 — 1.12.1912);
- епископ Генри Джозеф О'Лири (29.01.1913 — 7.09.1920);
- епископ Луис Джеймс О'Лири (10.09.1920 — 8.07.1930);
- епископ Джозеф Энтони О’Салливан (6.02.1931 — 26.02.1944);
- епископ Джеймс Бойл (18.03.1944 — 3.06.1954);
- епископ Малкольм Ангус Макичерн (27.11.1954 — 24.02.1970);
- епископ Фрэнсис Джон Спенс (17.08.1970 — 24.04.1982);
- епископ Джеймс Гектор Макдональд (12.08.1982 — 2.02.1991);
- епископ Джозеф Вернон Фужер (11.12.1991 — 11.07.2009);
- епископ Ричард Джон Грекко (11.07.2009 — 04.03.2021);
- епископ Джозеф Дабровски (с 2 апреля 2023 года — по настоящее время).

## Источник
- Annuario Pontificio, Libreria Editrice Vaticana, Città del Vaticano, 2003, ISBN 88-209-7422-3
- Бреве Inter multiplices, Bullarium pontificium Sacrae congregationis de propaganda fide, т. V, Romae, 1841, стр. 48 (лат.)